# Lenox (hrabstwo Berkshire)
Lenox – jednostka osadnicza w Stanach Zjednoczonych, w stanie Massachusetts, w hrabstwie Berkshire.